# Calle Santa Clara (Cuzco)
La Calle Santa Clara es una calle del centro histórico de la ciudad del Cusco, Perú. Junto con las calles Almudena, el Puente Almudena, Hospital, San Pedro, Marqués, Mantas, Triunfo, Hatunrumiyoc y la Cuesta de San Blas unen la Plazoleta de San Blas con la Plazoleta de la Almudena y forman el eje procesional que es el principal eje transversal de la ciudad a la par que se corresponde con los caminos incas que, partiendo del Huacaypata, comunicaban el Antisuyo al noreste y el Contisuyo al sureste.
Desde 1972 la calle forma parte de la Zona Monumental del Cusco declarada como Monumento Histórico del Perú. Asimismo, en 1983 al ser parte del casco histórico de la ciudad del Cusco, forma parte de la zona central declarada por la UNESCO como Patrimonio Cultural de la Humanidad. y en el 2014, al formar parte de la red vial del Tawantinsuyo volvió a ser declarada como patrimonio de la humanidad.

## Historia
El trazo que hoy forma la calle Santa Clara es una de las vías más antiguas de la ciudad del Cusco al corresponder en su integridad con uno de los caminos que, saliendo de la plaza principal de la capital incaica, comunicaba esta ciudad con el Contisuyo y los pueblos incas ubicados al suroeste del imperio (actuales departamentos peruanos de Arequipa, Moquegua y Tacna). Asimismo, esta vía marcaba el límite entre los dos principales barrios de la ciudad del Cuzco: el Hanan Cuzco y el Hurin Cuzco. Con la llegada de los conquistadores españoles a la ciudad del Cusco, se produjo su fundación española y poco tiempo después, la entrega de solares a los nuevos vecinos de la villa. Así, se entregó el terreno que se levantaba al norte de esta vía a Hernando Pizarro, hermano del conquistador Francisco Pizarro. Estos terrenos se ubicaban al oriente de la Huacaypata que, durante el incanato se extendía sobre la superficie que hoy cubren desde la Plaza de Armas hasta la Plaza San Francisco. Esa zona denominada en "Qorpacancha" se destacaban por ser una meseta elevada en la que se construyeron diversos andenes como el denominado "Chaqnapata" que se levantaba a la orilla norte del camino inca. Estos terrenos fueron entregados, en 1549 a la Orden Franciscana quienes levantaron en ellos su templo y convento, los mismos que fueron terminados en 1572.
En 1556 se ordenó la construcción del Hospital de Naturales en los terrenos que hoy son ocupados por la Iglesia de San Pedro, integrando totalmente esta vía al ejido urbano de la ciudad.
En el año 1602, el Cabildo del Cuzco resolvió entregar a las monjas clarisas, rama femenina de la orden franciscana, el terreno ubicado al sur del camino inca, que entonces ya había recibido el nombre de "Alameda", en lo que era conocida como la pampa de Q'asqaparo para la construcción en ellos de un templo y convento de clausura. Este templo y convento fueron terminado en el año 1622. El terreno entregado a las clarisas se extendía por cerca de cuatrocientos metros desde la iglesia de San Pedro llegando casi hasta la misma Plaza San Francisco.
Durante la época colonial, esta vía tomó importancia debido a que la misma era la ruta tanto de salida como de entrada para los viajeros que venían desde la ciudad de Lima, capital del Virreinato. De esa forma se convirtió en la principal puerta de entrada de la ciudad.
En 1835, el mariscal Andrés de Santa Cruz ordenó el levantamiento de un arco de triunfo en el vértice de esta vía con la Plaza San Francisco para celebrar el inicio de la Confederación Perú Boliviana. La Confederación duró pocos años pero el arco de Santa Clara levantado se convirtió en un símbolo de la ciudad. En 1842, la Orden Franciscana entregó toda el área que ocupaba en el lado norte de esta vía para la construcción del local del Colegio Nacional de Ciencias y Artes del Cusco.
A inicios del siglo XX, se utilizó parte del terreno de las monjas clarisas para la construcción, frente a la Iglesia de San Pedro de un camal. Ese terreno, en el año 1925 alojó al edificio del Mercado Central de San Pedro construido por el alcalde Manuel S. Frisancho.

## Recorrido
La calle continúa el recorrido de la breve Calle San Pedro en el cruce con la calle Cascaparo en el vértice occidental de la Plazoleta San Pedro justo frente a la Iglesia San Pedro. En su primera cuadra se encuentra, en su lado sur, la plazoleta y, tras ella, el edificio del Mercado Central de San Pedro construido en 1925. En su lado norte se levanta, durante todo su trayecto, un largo muro inca que corresponde al andén inca de Chaqnapata y que durante la colonia fue conocido como andén de San Buenaventura por ser parte de los terrenos que fueron entregados a la Orden Franciscana. En la primera cuadra se encuentra un local de los supermercados Orión. 
Terminada la plazoleta y el mercado, tras el cruce con la calle Túpac Amaru y Desamparados, se levanta en su lado norte el edificio del Colegio Ciencias. En el lado sur se encuentra el Convento de Santa Clara destacándose la torre de su campanario. Tras el cruce con la calle Concevidayoc, se levanta el Arco de Santa Clara ordenado levantar en 1835 por el general Andrés de Santa Cruz para celebrar al inicio de la Confederación Perú Boliviana. 
Tras el arco, al lado norte se abre la Plaza San Francisco mientras el lado sur acoge diversidad de restaurantes hasta la esquina con la calle Mesón de la Estrella en el vértice oriental de la Plaza San Francisco. Este cruce marca el punto final de la calle cuyo trayecto será continuado en vía peatonal por la Calle Marqués.

#### Libros y publicaciones
- Quispe Gonzáles, Evaristo (2015). «Regeneración Urbana, Turismo y Barrios del Centro Histórico del Cusco, Patrimonio Cultural de la Humanidad. Análisis Comparativo 1983-2005». devenir 2 (4): 45-72. Archivado desde el original el 10 de octubre de 2019. Consultado el 3 de octubre de 2019.

- Datos: Q66309888
- Multimedia: Calle Santa Clara (Cusco) / Q66309888